# فأر جيبي خشن الأذن
فأر جيبي خشن الأذن  (الاسم العلمي: Chaetodipus rudinoris) هو نوع من الحيوانات يتبع جنس فأر جيبي خشن من فصيلة الغوفرية.